# Американское рабство как оно есть
Американское рабство как оно есть: показания тысячи свидетелей (англ. American Slavery as It Is: Testimony of a Thousand Witnesses) — книга, написанная американским аболиционистом Теодором Уэлдом, его женой Анжелиной Гримке и её сестрой Сарой Гримке, опубликованная в Нью-Йорке в 1839 году Американским обществом борьбы с рабством. Целью книги было описание ужасов американского рабства через собрание свидетельств очевидцев, личных рассказов вольноотпущенников и беглых рабов, бывших и настоящих рабовладельцев. Уэлд показал, что даже заключённые — как в США, так и в других странах — питались лучше рабов. В книге содержится подробное описание жизни рабов в нескольких южных штатах на протяжении нескольких лет, на момент её написания в США насчитывалось 2 миллиона 700 тысяч невольников. В работе описываются рацион рабов, их одежда, жилище, быт, часы работы и отдыха. Кроме того, книга содержит опровергаемые авторами аргументы в пользы рабства. Книга была широко распространена, став одним из самых влиятельных американских антирабовладельческих трактатов и главной книгой антирабовладельческого движения на протяжении следующего десятилетия.
Теодор Уэлд, белый уроженец Новой Англии, был одним из лидеров американских аболиционистов. Обучаясь в Семинарии Лейн, он стал активным участником аболиционистского движения и убедил многих студентов присоединиться к нему. Действия Уэлда вызвали недовольство совета попечителей семинарии, из-за чего он и 50 других студентов покинули школу. Уэлд продолжил продвигать дело аболиционизма и в 1838 году женился на Анджелине Гримке, происходившей из знатной семьи рабовладельцев Южной Каролины, но отказавшейся от своего положения, чтобы участвовать в борьбе за права женщин и против рабства. Примерно в 1838 году Уэлд начал формулировать идею о том, что материалы южных газет и свидетельства тех, кто лично видел рабство могут стать лучшим аргументом против этой системы отношений. В то время рабовладельцы активно распространяли миф о том, что с на юге к рабам хорошо обращались и обеспечивали их всем необходимым, так как они были ценной собственностью. Лучшим аргументом против этого было полное отсутствие правовой защиты рабов. Уэлд приобрёл подшивки нью-йоркского коммерческого читального зала за 1837—39 годы, включая материалы таких газет, как New Orleans Bee, Charleston Courier, Huntsville Democrat, Charleston Mercury и других. Начиная с конца 1838 Анжелина и Сара Гримке просмотрели более 20 тысяч экземпляров южных газет, отмечая и выделяя доказательства порочности рабства. Эта работа была изнурительной и физически, и эмоционально. Тем временем Уэлд подготовил шаблон письма с просьбой дать показания тем, кто жил на юге или путешествовал по региону. Сара и Анжелина также поделились своими воспоминаниями о жизни в Чарлстонее и позже сильно критиковались своими южными родственниками за участие в создании книги, но ни один из них не оспаривал фактическую составляющую книги. Свидетельства всех людей, неизвестных Уэлду и его союзникам сопровождались письменными показаниями под присягой, которые тщательно проверялись на предмет честности человека; проверкой занимался комитет из четырёх человек, после чего данные изучал юрист Уильям Джей. Каждая история содержала полное описание образования, общественного положения, места и времени проживания на юге рассказчика. Показания дали все видные сторонники антирабовладельческого движения с юга. Книга содержала выдержки из выступлений южных политиков, судебных решений и южных газет и охватывала события, происходившие в течение 30 лет.
В предисловии Уэлд попросил читателей представить себя свидетелями, привлечёнными для вынесения вердикта рабству. В книге красочно описывались испытания, через которые приходилось проходить рабам, такие как порка, нанесение увечий или клеймение раскалённым железом; рассказывалось о молодых рабах, которых заставляли жестоко драться ради потехи хозяев и приводились истории о невольниках, убитых при попытке бегства. Особое внимание уделялось надсмотрщикам над рабами, работавшими управляющими на плантациях. Публикация книги ознаменовала изменение риторики Уэлда по вопросу рабства: раньше в рамках аболиционистской стратегии морального убеждения он редко описывал рабство в подробностях, исходя из того, что и юг, и север обратятся против рабства по религиозным соображениям. Однако к 1838 году аболиционисты осознали, что юг не поддастся такой тактике, что привело к использованию более резкого тона в антирабовладельческой пропаганде. За первый год после публикации книги в США было продано более 100 тысяч её экземпляров, а также она широко распространилась в Великобритании. Уильям Джей отправил её копию каждому адвокату Нью-Йорка.
Книга писательницы Гарриет Бичер-Стоу «Хижина дяди Тома» была полностью вдохновлена «Американским рабством как оно есть» и отчасти была основана на его содержании. Чёрный аболиционист Фредерик Дуглас часто цитировал работы Уэлда в своих речах, а в 1853 году назвал эту книгу «хранилищем человеческих ужасов».